# Храм Петра и Павла (Великий Новгород)
Храм Святых Апостолов Петра и Павла — католический храм в Великом Новгороде. Относится к Северо-западному региону архиепархии Божией Матери (с центром в Москве). Памятник архитектуры. В храме есть библиотека духовной литературы, проводятся благотворительные органные концерты.

## История
Первые католические церкви появились в Великом Новгороде в XI—XII веках, это были не сохранившиеся до наших дней церковь Святого Олафа для купцов с Готланда (деревянная церковь построена около 1030 года, перестроена в камне около 1150 года) и церковь Святого Петра для немецких торговых людей (построена до 1184 года). Старосты храма святого Петра выбирались из купцов Любека и Готланда и были послами Ганзейского союза в Новгороде. В историческом документе «Вопрошение Кириково» упомянуто, что новгородцы иногда обращались за церковными требами к «варяжским попам», то есть католическим священникам.
После вхождения Новгорода в состав централизованного Русского государства в 1494 году католический храм некоторое время функционировал, однако в XVI веке немецкая община в городе почти исчезла, немецкий двор и храм Святого Петра были закрыты в середине XVI века. Католических храмов в городе не было вплоть до XIX века.
В XIX веке в город переселилось большое количество людей католического вероисповедания, главным образом из Польши и Прибалтики. В 1838 году в Новгороде была построена католическая часовня.
В 1860 году в Новгородской губернии насчитывалось 1158 католиков, из них 920 мужчин и 237 женщин, и их окормляли два священника. Во второй половине века число новгородских католиков ещё более выросло за счёт сосланных в Новгородскую губернию участников польского восстания 1863 года. В 1874 году городская католическая община построила деревянную церковь, которая пятнадцатью годами позже сгорела до основания. Проект нового каменного храма был утверждён в 1891 году. Вероятно, главным автором проекта был Райнольд Кржижановский, новгородский губернский архитектор, уроженец Белостока.
Храм был освящён во имя святых апостолов Петра и Павла 8 сентября 1893 года. Путеводитель В. П. Ласковского (1910 год) сообщал: «в храме имеются хороший орган, а также интересная картина на религиозный сюжет — Целование Иуды». Прихожанами храма были многие представители военной, творческой и научно-технической интеллигенции города. В 1907 году при церкви открылся приют для бездомных детей.
После Октябрьской революции из храма были конфискованы все ценности, а окончательно он был закрыт в марте 1933 года. Здание было перестроено и передано обществу автомобилистов, позднее в нём открылся кинотеатр «Родина».
Восстановление нормальной деятельности Католической церкви в России началось в начале 1990-х годов. В 1993 году в Новгороде был зарегистрирован католический приход, в 1994 году часть кинотеатра «Родина» была отдана приходу под организацию небольшой часовни. Борьба за возвращение всего здания шла до 1996 года, когда наконец здание храма было целиком передано Церкви. После ремонта 16 июня 1996 года церковь была повторно освящена и в ней возобновились богослужения.
В 2003 году католический приход отпраздновал 110-летие храма и 10-летие возрождения прихода. В 2009 году началась масштабная реконструкция здания церкви. В сентябре 2010 года было завершено восстановление колоколен храма. 18 сентября 2010 года восстановленные колокольни освятил архиепископ Павел Пецци.

## Архитектура
Церковь построена в стиле необарокко, главный фасад оформлен двухколонным портиком с треугольным фронтоном над входом. По бокам главного фасада две барочные башни-колокольни, увенчанные фигурными шпилями.
- Храм в годы ВОВ
- Храм в 2007 году